# جواز سفر الجبل الأسود
جواز سفر الجبل الأسود هو الوثيقة الأساسية للسفر الدولي وتصدر لمواطني الجبل الأسود.
يصدر جواز السفر من قبل وزارة الداخلية، أو إذا كان المواطن يقيم في الخارج فمن قبل سفارة الجبل الأسود. يعدّ جواز الجبل الأسود كإثبات للهوية والمواطنة، وأيضا يسهل عملية تأمين المساعدة لمواطني الجبل الأسود من قبل مسؤولي القنصلية في الخارج، إذا لزم الأمر. لا يمكن للمواطنين حمل جوازات سفر متعددة في نفس الوقت، ما لم تكن من فئة مختلفة.
ألغت الحكومة رسميًا في 1 يناير 2010 جميع جوازات سفر الجبل الأسود غير الإلكترونية، حتى لو كان تاريخ انتهاء الصلاحية بعد 1 يناير 2010.

## متطلبات التأشيرة
اعتبارًا من 13 أبريل 2021 كان مواطنو الجبل الأسود يتمتعون بإمكانية دخول 124 دولة وإقليم بدون تأشيرة أو تأشيرة عند الوصول، مما جعل جواز سفر الجبل الأسود يحتل المرتبة 44 من حيث حرية السفر وفقًا لمؤشر هينلي لجوازات السفر.